# Annulla, Riprova, Tralascia?

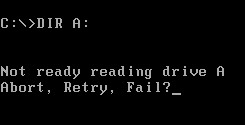
Messaggio (in inglese) di Annulla, Riprova, Tralascia? generato da MS-DOS in seguito al tentativo di leggere un dischetto non inserito o impossibile da leggere

Annulla, Riprova, Tralascia? (in inglese Abort, Retry, Fail?)  o in alcuni casi Annulla, Riprova, Ignora, Tralascia? (in inglese Abort, Retry, Ignore, Fail? ) è un messaggio di errore mostrato a schermo dai sistemi operativi MS-DOS e  IBM PC DOS quando il sistema operativo non è in grado di leggere i dati necessari all'esecuzione di un programma.
All'apparire di tale messaggio, l'utente può scegliere se appunto annullare l'esecuzione del programma (cioè arrestarlo completamente), riprovare ad eseguire l'operazione che accede a quei dati che era fallita, o tralasciare l'errore (cioè di avvisare il programma che l'errore è avvenuto, di tralasciare l'operazione che stava facendo e di passare alla successiva come se l'errore non fosse avvenuto); poiché in generale nessuna di queste opzioni permetteva, se non in rari casi, di portare a termine correttamente l'operazione, questo messaggio è divenuto un'espressione comune fra i programmatori per indicare un messaggio vago e non concludente.
Una versione alternativa del messaggio è Annulla, Riprova, Tralascia, Elimina?, in cui viene aggiunta un'opzione, elimina, appunto, che arresta il programma; questa può essere scelta se il programma stesso ha già completato l'operazione necessaria all'utente. Delle altre opzioni, invece, annulla semplicemente informa l'applicazione che è impossibile continuare, mentre tralascia chiede al programma di proseguire ugualmente, ignorando, se possibile, l'errore. Riprova, invece, fa ripartire l'operazione precedente; se la perdita di dati, e di conseguenza l'errore, dipende da un principio di corruzione della memoria, gli effetti possono essere mutevoli e pertanto il comando riprova potrebbe, in questi casi, funzionare.